# Śpiączka (film)
Śpiączka (ang. Coma) – thriller medyczny produkcji amerykańskiej; adaptacja bestsellera Robina Cooka w reżyserii Michaela Crichtona. Światowa data premiery przypadła na styczeń 1978. W Polsce film był wyświetlany w kinach i emitowany w TV (TVP, TCM) pod oryginalnym tytułem.
Ścieżka dźwiękowa jest autorstwa Jerry’ego Goldsmitha.

## Opis fabuły
Doktor Susan Wheeler (G. Bujold) pracuje w jednym z ogromnych miejskich szpitali. Kiedy jej koleżanka, zdrowa kobieta, nie wybudza się ze śpiączki po rutynowej operacji łyżeczkowania, Wheeler próbuje zbadać okoliczności zdarzenia. Jej jeszcze nie do końca sprecyzowane podejrzenia, że coś jest nie tak, pogłębiają się, gdy następnego dnia zapada w śpiączkę zdrowy mężczyzna. Okazuje się, że w tym szpitalu przypadki komy zdarzają się wyjątkowo często.

## Obsada
- Geneviève Bujold – dr Susan Wheeler
- Michael Douglas – dr Mark Bellows
- Rip Torn – dr George
- Richard Widmark – dr George Harris
- Lois Chiles – Nancy Greenly
- Richard Doyle – patolog Jim
- Elizabeth Ashley – pielęgniarka Emerson
- Hari Rhodes – dr Morelind
- Tom Selleck – pacjent Sean Murphy
- Ed Harris – patolog
- Lance LeGault – Vince, kierowca ciężarówki
- Joanna Kerns – Diane

## Nagrody i wyróżnienia
- Nominacja do nagrody Saturn Award (1979) dla Geneviève Bujold.